# Drassyllus
Drassyllus Chamberlin, 1922 è un genere di ragni appartenente alla famiglia Gnaphosidae.

## Distribuzione
Le 91 specie note di questo genere sono diffuse nella regione olartica, e nell'ecozona orientale: le specie dall'areale più vasto sono la D. pusillus e la D. vinealis rinvenute in varie località della regione paleartica.

## Tassonomia
Non sono stati esaminati esemplari di questo genere dal 2014.
Attualmente, a maggio 2015, si compone di 91 specie:
1. Drassyllus adocetus Chamberlin, 1936 — USA
2. Drassyllus adullam Levy, 2009 — Israele
3. Drassyllus alachua Platnick & Shadab, 1982 — USA
4. Drassyllus amamiensis Kamura, 2011 — Giappone
5. Drassyllus antonito Platnick & Shadab, 1982 — USA, Messico
6. Drassyllus aprilinus (Banks, 1904) — USA, Messico
7. Drassyllus arizonensis (Banks, 1901) — USA, Messico
8. Drassyllus baccus Platnick & Shadab, 1982 — Messico
9. Drassyllus barbus Platnick, 1984 — USA
10. Drassyllus biglobosus Paik, 1986 — Corea
11. Drassyllus broussardi Platnick & Horner, 2007 — USA
12. Drassyllus callus Platnick & Shadab, 1982 — Messico
13. Drassyllus carbonarius (O. P.-Cambridge, 1872) — Israele
14. Drassyllus cerrus Platnick & Shadab, 1982 — USA
15. Drassyllus chibus Platnick & Shadab, 1982 — Messico
16. Drassyllus coajus Platnick & Shadab, 1982 — Messico
17. Drassyllus conformans Chamberlin, 1936 — USA, Messico
18. Drassyllus coreanus Paik, 1986 — Cina, Corea
19. Drassyllus covensis Exline, 1962 — USA
20. Drassyllus creolus Chamberlin & Gertsch, 1940 — USA, Canada
21. Drassyllus crimeaensis Kovblyuk, 2003 — Ucraina
22. Drassyllus depressus (Emerton, 1890) — USA, Canada
23. Drassyllus dixinus Chamberlin, 1922 — USA
24. Drassyllus dromeus Chamberlin, 1922 — USA, Canada
25. Drassyllus durango Platnick & Shadab, 1982 — Messico
26. Drassyllus ellipes Chamberlin & Gertsch, 1940 — USA
27. Drassyllus eremitus Chamberlin, 1922 — USA, Canada
28. Drassyllus eremophilus Chamberlin & Gertsch, 1940 — USA, Canada
29. Drassyllus eurus Platnick & Shadab, 1982 — USA
30. Drassyllus excavatus (Schenkel, 1963) — Cina
31. Drassyllus fallens Chamberlin, 1922[2] — USA, Canada
32. Drassyllus fractus Chamberlin, 1936 — USA
33. Drassyllus fragilis Ponomarev, 2008 — Kazakistan
34. Drassyllus frigidus (Banks, 1892) — USA
35. Drassyllus gammus Platnick & Shadab, 1982 — Messico
36. Drassyllus gynosaphes Chamberlin, 1936 — USA
37. Drassyllus huachuca Platnick & Shadab, 1982 — USA
38. Drassyllus inanus Chamberlin & Gertsch, 1940 — USA
39. Drassyllus insularis (Banks, 1900) — Nordamerica
40. Drassyllus jabalpurensis Gajbe, 2005 — India
41. Drassyllus jubatopalpis Levy, 1998 — Israele
42. Drassyllus khajuriai Tikader & Gajbe, 1976 — India
43. Drassyllus lamprus (Chamberlin, 1920) — Nordamerica
44. Drassyllus lepidus (Banks, 1899) — USA, Messico
45. Drassyllus louisianus Chamberlin, 1922 — USA
46. Drassyllus lutetianus (L. Koch, 1866) — dall'Europa al Kazakistan
47. Drassyllus mahabalei Tikader, 1982 — India
48. Drassyllus mazus Platnick & Shadab, 1982 — Messico
49. Drassyllus mexicanus (Banks, 1898) — USA, Messico
50. Drassyllus mirus Platnick & Shadab, 1982 — Messico
51. Drassyllus mormon Chamberlin, 1936 — USA, Messico
52. Drassyllus mumai Gertsch & Riechert, 1976 — USA, Messico
53. Drassyllus nannellus Chamberlin & Gertsch, 1940 — USA, Canada
54. Drassyllus niger (Banks, 1896) — USA, Canada
55. Drassyllus notonus Chamberlin, 1928 — USA, Messico
56. Drassyllus novus (Banks, 1895) — USA, Canada
57. Drassyllus ojus Platnick & Shadab, 1982 — USA, Messico
58. Drassyllus orgilus Chamberlin, 1922 — USA, Messico
59. Drassyllus orlando Platnick & Corey, 1989 — USA
60. Drassyllus pantherius Hu & Wu, 1989 — Cina
61. Drassyllus platnicki Gajbe, 1987 — India
62. Drassyllus praeficus (L. Koch, 1866) — dall'Europa all'Asia centrale
63. Drassyllus proclesis Chamberlin, 1922 — USA
64. Drassyllus prosaphes Chamberlin, 1936 — USA, Messico
65. Drassyllus puebla Platnick & Shadab, 1982 — Messico
66. Drassyllus pumiloides Chatzaki, 2003 — Creta
67. Drassyllus pumilus (C. L. Koch, 1839) — dall'Europa all'Asia centrale
68. Drassyllus pusillus (C. L. Koch, 1833) — Regione paleartica
69. Drassyllus ratnagiriensis Tikader & Gajbe, 1976 — India
70. Drassyllus rufulus (Banks, 1892) — USA, Canada
71. Drassyllus salton Platnick & Shadab, 1982 — USA
72. Drassyllus sanmenensis Platnick & Song, 1986 — Cina, Corea, Giappone
73. Drassyllus saphes Chamberlin, 1936 — Nordamerica
74. Drassyllus sasakawai Kamura, 1987 — Corea, Giappone
75. Drassyllus seminolus Chamberlin & Gertsch, 1940 — USA
76. Drassyllus shaanxiensis Platnick & Song, 1986 — Russia, Cina, Giappone
77. Drassyllus sinton Platnick & Shadab, 1982 — USA, Messico
78. Drassyllus socius Chamberlin, 1922 — USA, Canada
79. Drassyllus sonus Platnick & Shadab, 1982 — Messico
80. Drassyllus sur Tuneva & Esyunin, 2003 — Russia
81. Drassyllus talus Platnick & Shadab, 1982 — Messico
82. Drassyllus tepus Platnick & Shadab, 1982 — Messico
83. Drassyllus texamans Chamberlin, 1936 — USA, Messico
84. Drassyllus tinus Platnick & Shadab, 1982 — Messico
85. Drassyllus villicoides (Giltay, 1932) — Grecia
86. Drassyllus villicus (Thorell, 1875) — Europa
87. Drassyllus villus Platnick & Shadab, 1982 — Messico
88. Drassyllus vinealis (Kulczyński, 1897) — Regione paleartica
89. Drassyllus yaginumai Kamura, 1987 — Giappone
90. Drassyllus yunnanensis Platnick & Song, 1986 — Cina, Myanmar
91. Drassyllus zimus Platnick & Shadab, 1982 — Messico

### Specie trasferite
- Drassyllus abdalbus Chamberlin, 1936; trasferita al genere Urozelotes Mello-Leitão, 1938[1].
- Drassyllus agilis (Bryant, 1936); trasferita al genere Trachyzelotes Lohmander, 1944.
- Drassyllus blandus (Banks, 1892); trasferita al genere Urozelotes Mello-Leitão, 1938.
- Drassyllus elegans (Bryant, 1940); trasferita al genere Camillina Berland, 1919.
- Drassyllus femoralis (Banks, 1904); trasferita al genere Urozelotes Mello-Leitão, 1938.
- Drassyllus liopus Chamberlin, 1922; trasferita al genere Urozelotes Mello-Leitão, 1938.
- Drassyllus peninsulanus (Banks, 1898); trasferita al genere Trachyzelotes Lohmander, 1944.
- Drassyllus pulumipes Xu, 1991; trasferita al genere Odontodrassus Jézéquel, 1965
- Drassyllus wallacei Bryant, 1935; trasferita al genere Agroeca Westring, 1861 appartenente alla famiglia Liocranidae
- Drassyllus x-notatus (Bösenberg & Strand, 1906); trasferita al genere Cladothela Kishida, 1928

### Sinonimi
- Drassyllus apachus Chamberlin, 1922; posta in sinonimia con D. insularis (Banks, 1900) a seguito di un lavoro degli aracnologi Ubick & Roth (1973a)[1].
- Drassyllus coahuilanus Gertsch & Davis, 1940; posta in sinonimia con D. lepidus (Banks, 1899) a seguito di uno studio degli aracnologi Platnick & Shadab (1982a).
- Drassyllus dentelifer Chamberlin, 1936; posta in sinonimia con D. texamans Chamberlin, 1936 a seguito di uno studio degli aracnologi Platnick & Shadab (1982a).
- Drassyllus devexus Chamberlin, 1936; posta in sinonimia con D. dromeus Chamberlin, 1922 a seguito di uno studio degli aracnologi Platnick & Shadab (1982a).
- Drassyllus empiricus Chamberlin, 1924; posta in sinonimia con D. insularis (Banks, 1900) a seguito di un lavoro degli aracnologi Ubick & Roth (1973a).
- Drassyllus ethops (Chamberlin, 1920); posta in sinonimia con D. insularis (Banks, 1900) a seguito di un lavoro degli aracnologi Ubick & Roth (1973a).
- Drassyllus finium Chamberlin, 1936; posta in sinonimia con D. texamans Chamberlin, 1936 a seguito di uno studio degli aracnologi Platnick & Shadab (1982a) e contra un analogo lavoro di Ubick & Roth (1973a).
- Drassyllus fratrellus Chamberlin, 1936; posta in sinonimia con D. notonus Chamberlin, 1928 a seguito di un lavoro degli aracnologi Ubick & Roth (1973a).
- Drassyllus fuscomicans (Simon, 1878); posta in sinonimia con D. villicus (Thorell, 1875) a seguito di un lavoro dell'aracnologo Miller del 1947, quando gli esemplari erano ascritti al genere Zelotes.
- Drassyllus gertschi Chamberlin, 1936; posta in sinonimia con D. conformans Chamberlin, 1936 a seguito di un lavoro degli aracnologi Ubick & Roth (1973a).
- Drassyllus hubbelli Chamberlin & Gertsch, 1940; posta in sinonimia con D. mexicanus (Banks, 1898) a seguito di uno studio degli aracnologi Platnick & Shadab (1982a).
- Drassyllus irritans (Chamberlin, 1920); posta in sinonimia con D. insularis (Banks, 1900) a seguito di un lavoro degli aracnologi Ubick & Roth (1973a).
- Drassyllus lasalus Chamberlin & Gertsch, 1940; posta in sinonimia con D. mexicanus (Banks, 1898) a seguito di uno studio degli aracnologi Platnick & Shadab (1982a).
- Drassyllus lutzi Chamberlin, 1936; posta in sinonimia con D. dromeus Chamberlin, 1922 a seguito di uno studio degli aracnologi Platnick & Shadab (1982a).
- Drassyllus mephisto Chamberlin, 1936; posta in sinonimia con D. lepidus (Banks, 1899) a seguito di uno studio degli aracnologi Platnick & Shadab (1982a).
- Drassyllus monicus Chamberlin, 1936; posta in sinonimia con D. proclesis Chamberlin, 1922 a seguito di uno studio degli aracnologi Platnick & Shadab (1982a).
- Drassyllus monteriensis Schenkel, 1950; posta in sinonimia con D. insularis (Banks, 1900) a seguito di un lavoro degli aracnologi Ubick & Roth (1973a).
- Drassyllus moronius (Chamberlin, 1936); posta in sinonimia con D. lamprus (Chamberlin, 1920) a seguito di uno studio degli aracnologi Platnick & Shadab (1982a).
- Drassyllus nitidus (Thorell, 1875); trasferita dal genere Zelotes e posta in sinonimia con D. pusillus (C. L. Koch, 1833) a seguito di un lavoro degli aracnologi Kovblyuk, Marusik & Omelko del 2013.
- Drassyllus ostegae Chamberlin, 1936; posta in sinonimia con D. aprilinus (Banks, 1904) a seguito di uno studio degli aracnologi Platnick & Shadab (1982a).
- Drassyllus rationalis Chamberlin, 1922; posta in sinonimia con D. insularis (Banks, 1900) a seguito di un lavoro degli aracnologi Ubick & Roth (1973a).
- Drassyllus sporadicus Muma, 1944; posta in sinonimia con D. dixinus Chamberlin, 1922 a seguito di uno studio degli aracnologi Platnick & Shadab (1982a).
- Drassyllus tener (Sørensen, 1904); trasferita dal genere Echemus e posta in sinonimia con D. lutetianus (L. Koch, 1866) a seguito di un lavoro di Braendegaard del 1966, quando gli esemplari erano ascritti al genere Zelotes.
- Drassyllus tonaquintus Chamberlin & Gertsch, 1940; posta in sinonimia con D. notonus Chamberlin, 1928 a seguito di un lavoro degli aracnologi Ubick & Roth (1973a).
- Drassyllus transversus (Emerton, 1911); posta in sinonimia con D. niger (Banks, 1896) a seguito di un lavoro degli aracnologi Ubick & Roth (1973a).
- Drassyllus truncatus Paik, 1992; posta in sinonimia con D. biglobus Paik, 1986 a seguito di un lavoro degli aracnologi Omelko, Marusik & Kim del 2013.
- Drassyllus viduus Chamberlin, 1936; posta in sinonimia con D. arizonensis (Banks, 1901) a seguito di un lavoro degli aracnologi Ubick & Roth (1973a).
- Drassyllus virginianus Chamberlin, 1922; posta in sinonimia con D. novus (Banks, 1895) a seguito di uno studio degli aracnologi Platnick & Shadab (1982a).
- Drassyllus zelotoides (Worley, 1928); posta in sinonimia con D. lamprus (Chamberlin, 1920) a seguito di uno studio degli aracnologi Platnick & Shadab (1982a).